# Jean-Baptiste Vacher
Jean-Baptiste Louis Vacher est un homme politique français né le 21 mars 1750 à Vesseaux (Vivarais) et mort le 26 février 1816 à Privas (Ardèche).

## Biographie
Jean-Baptiste Louis Vacher naît le 21 mars 1750 à Vesseaux. Il est le fils de Louis Vacher et de Marie Magdelaine Defrance. 
Avocat en 1772, Jean-Baptiste Vacher est conseiller à la sénéchaussée de Villeneuve-de-Berg en 1781. Il est élu suppléant pour les États-Généraux, mais n'est pas appelé à siéger. Membre du directoire du département en 1790, il est député de l'Ardèche de 1791 à 1792, puis juge au tribunal de district de Voiron en l'an III et juge au tribunal civil de l'Ardèche en l'an IV. Il est ensuite président du tribunal de première instance de Privas de 1804 à 1816. Il meurt le 26 février 1816 à Privas. 